# چاشم
چاشم مرکز دهستان چاشم، روستایی از توابع شهرستان مهدیشهر در استان سمنان است.
زبان بومی مردم چاشم زبان مازندرانی می‌باشد.
این روستا در فاصلهٔ ۲۵ کیلومتری شمال مهدیشهر در البرز شرقی و دامنهٔ کوه نیزوا واقع شده است. روستای چاشم با مسیری به طول ۳۶ کیلومتر به دوآب سوادکوه متصل می‌گردد و به شهر پل سفید و زیر آب و قائم شهر راه می‌یابد. ارتفاع این روستا ۲۱۵۰ متر از سطح دریا است. آب شرب این روستا از چشمه زرنگیس تأمین می‌شود که از وسط روستا عبور نموده و در گذشته در مسیر آن چندین آسیاب قرار داشته است.

## موقعیت جغرافیایی دهستان چاشم
دهستان چاشم هم‌مرز با سه استان مهم کشور یعنی استانهای تهران، مازندران و سمنان می‌باشد این روستا در دامنهٔ جنوبی سومین کوه مرتفع البرز شرقی به نام نیزوا (۳۸۱۰ متر) واقع گردیده است رودهای حوضه آبریز دهستان چاشم از سر شاخه‌های رودخانه تلار می‌باشد و در شهرستان سیمرغ به دریای مازندران منتهی می‌شود.
بلندترین قلل استان سمنان در منطقه چاشم واقع شده است که عبارت‌اند از:
1. نیزوا با ۳۸۱۰ متر ارتفاع ---که در یک نقشه قدیمی انگلیسی به اشتباه آن را بلندتر از علم کوه دومین قله مرتفع ایران ثبت کرده بودند[۵]
2. قله قدمگاه چاشم با ۳۶۵۱ متر ارتفاع در جنوب غرب که هم‌مرز با سه استان تهران، مازندران و سمنان می‌باشد
3. کوه بشم ۳۳۰۸ متر ارتفاع در ۱۰ کیلومتری جنوب، رشته کوه بشم خط الراس اصلی کوهستان البرز و جداکننده حوضه آبریز کویر مرکزی ایران و دریای مازندران می‌باشد
4. کوه اُرِم با ۳۳۲۵ متر ارتفاع
5. کوه سه اُ (سه آب) با ۳۵۰۰ متر ارتفاع
6. کوه دِکارچا با ۳۱۰۰ متر ارتفاع در شمال روستا
7. کوه سه دیم و سنگچال با ۳۱۰۰ متر ارتفاع در شمال غرب

بر اساس روش دومارتن اقلیم دهستان چاشم، سرد و نیمه خشک کوهستانی می‌باشد که در برخی نقاط به دلیل تأثیر بیشتر رطوبت دریای مازندران و اقلیم مدیترانه ای، پوشش‌ها به شکل درختان جنگلی می‌باشد.

## جاذبه‌های گردشگری
روستای چاشم به دلیل قرارگرفتن در میان رشته کوه البرز دارای آب و هوای خنک در تابستان می‌باشد و در این فصل از وسایل سرمایشی همچون کولر به دلیل خنک بودن هوا استفاده نمی‌گردد همین ویژگی باعث می‌شود جمعیت زیادی از شهرها یا استان‌های همجوار در فصول گرم سال به این منطقه مسافرت کنند از مناظر زیبا در این منطقه قلل خاکی و صخره ای و کوه‌های سرسبز این منطقه به ویژه در فصل بهار، چنار دوقلو در چاشم، درختان گردو کهنسال، چشمه و آبشار طبیعی روزیه، دشت‌ها و چمنزارها و باغات منطقه، مسیر سرسبز روستاهای خطیرکوه، منطقه اوپرت و جاذبه‌های تاریخی و باستانی همچون برج چاشم، قلعه آسران، قلعه کنگلو و غار اسپهبد خورشید در مسیر منتهی به سوادکوه مازندران نام برد لازم است ذکر شود برج چاشم و چنار دوقلوی قدیمی در فهرست آثار ملی ایران به ثبت رسیده است ناصرالدین شاه قاجار نیز در سفر به خراسان از چاشم عبور نموده است و از بلدرچین، کبک و آفتابگردان‌های مسیر بسیار تعریف نموده است و چاشم را سرسبزتر و خوش آب و هواتر از فیروزکوه و لار ذکر نموده است.

## حدود چاشم

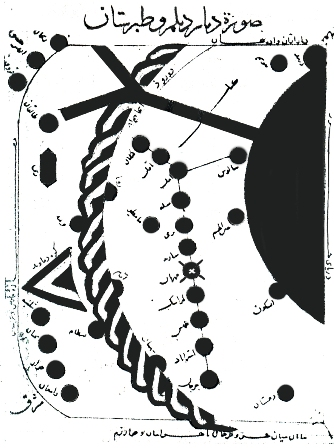
نام منطقهٔ اُرِم در شمال سمنان

حدود ییلاقات و مراتع روستای چاشم از ناحیه غربی تا انتهای ییلاق شهسوار می‌باشد که در گذشته نیز به همت مردم خطیرکوه و چاشم دیوار کشیده شده است و کلاته‌هایی مانند سولا، کلیس، چشمه و آبشار روزیه چاشم، علیم، شن دره، سرلش قرار دارد و اسناد قانونی و تاریخی آن موجود است حد جنوبی چاشم کوه بشم می‌باشد که این کوه مرتفع، مهدی شهر و شهمیرزاد را از چاشم جدا می‌کند که در دوران اسپهبدان طبرستان دروازه ای نیز داشته و به دروازه بشم موسوم بوده است. حد شمالی آن سلسله جبال دو برار (گوگلی) می‌باشد که منطقه چاشم و روستای هیکو را از دشت پریم دودانگه جدا می‌کند.

## تاریخچه
دهستان چاشم به دلیل قرارگیری در مرز طبرستان و ایالت کومس (سمنان) که مهد سلسله اشکانیان بودند از اهمیت خاصی برخوردار بوده است و هنوز نامهایی همچون ارشک چشمه، اشکش، سولا، کلیس، تالاس، لاپرت و … که بازمانده از دوران باستان می‌باشد جالب توجه می‌باشد این منطقه هم شکوه سلسله اشکانیان را در خود دیده و هم سدی در برابر هجوم اقوام بیگانه به مازندران و طبرستان بوده است. در دوره‌های اسلامی فرمانروایی اسپهبدان باوندی و کارنوندی بر این نواحی، سلسله جبال بین کومس و مازندران به شهریارکوه، جبال شروین و جبال قارن به مرکزیت آسران شهرت یافت و مرکز جبال طبرستان نیز در شمال همین ناحیه یعنی پریم بوده است شهریارکوه یا آسران به همراه پریم و نواحی چهاردانگه به هزارگری یا هزارجریب نیز موسوم بوده‌اند
در کتب قدیم در مورد قارن‌کوه چنین می‌خوانیم:
نویسندگان مسلمان پیوسته از کوهی به نام قارن (کارن) نام برده‌اند شهریارکوه در واقع همان جبال قارن و پیشتر مرکز خاندان قارن وند بود مسعودی نیز کوه قارن را میان طبرستان و ناحیهٔ قومس می‌داند نواحی شمالی سمنان در دوران گذشته محل زندگی اقوام تپوری یعنی منسوب به تپه و کوه بوده است. تپوری‌ها بعدها توانستند جلگه مازندران را تحت تسلط خود درآورند قلمرو آنها تپورستان نامیده شد درعهد ساسانی گروهی به نام آل قارن (از نوادگان کارن پهلو از خاندان مهم اشکانی) به شهریارکوه مهاجرت می‌کنند سوادکوه و فریم و هزارجریب را تحت اختیار خود درمی‌آوردند؛ لذا این مناطق زمانی تحت کنترل اسپهبدان باوندی و گاهی قارنوندی بوده است.

## جمعیت
بر پایه سرشماری عمومی نفوس و مسکن در سال ۱۳۹۵ جمعیت این روستا ۵۶۶ نفر (۱۹۶خانوار) بوده است.

## آسران
در ۳ کیلومتری جنوب چاشم دشتی پهناور وجود دارد که نام آن آسران می‌باشد نزدیکترین معنی به آن، نگهبان آتش مقدس (ورجاوند)) می‌باشد زیرا زرتشتیان کوه‌ها را مقدس می‌شمردند و در کنار آسران کوه ازنا به معنای آتشکده قرار دارد این منطقه بر اساس استنادات محلی در قدیم شهری آباد و با جمعیت بوده است که شامل آبادی‌های چاشم، پرور، فینسک، شهمیرزاد، افتر، خطیرکوه و قلعه سارو و آبادی‌های تاریخی بین سمنان و مازندران بوده است آسران در دوره‌های اسلامی اولین سنگر در مقابل هجوم اقوام بیگانه به پایتخت طبرستان یعنی دشت پریم محسوب می‌شده است لذا برای اسپهبدان باوندی مستقر در فریم که در شمال چاشم قرار داشته ناحیه‌ای بسیار با اهمیت محسوب می‌شده است بارها سپاهیان اعراب صدر اسلام حوالی کلیس و تنگه‌های چاشم و خطیرکوه زمین گیر شده و با مقاومت آنها را از تبرستان بیرون راندند در حوالی آسران آثاری از وجود آتشکده و قلعه‌های متعدد که عموماً تخریب شده به چشم می‌خورد از قلاع مرتبط با آن می‌توان به قلعه سارو سمنان، شیرقلعه شهمیرزاد، قلعه بشم، قلعه کلیس، برج دیده‌بانی قدمگاه و قلعه کنگلو (معبد میترا) یا قلعه کوزا در نوار مرزی دهستان چاشم با دهستان بنافت ساری اشاره نمود که از طریق دود آتش با یکدیگر ارتباط برقرار می‌نمودند آسران در زمان حکومت ایلخانیان و مغولان نیز بر ایران، نکاتو یایلاق خوانده می‌شد در زمان میرعمادالدین محمود و قرن هشتم آسران در کنار پریم و هزارجریب یکی از نواحی سه‌گانه کوهستان‌های مازندران شرقی بوده است که به خاطر موقعیت خاص جغرافیایی و قلعه‌های فراوان تسلط خاصی بر جاده ابریشم و نواحی ایالت کومش نیز داشته است آسران در قرن هشتم به‌علت حملهٔ غافلگیرانهٔ همسایگان شمالی که میرعمادالدین محمود را تحریک به حمله به چاشم و آسران می‌نمودند از بین رفت و رونق و اعتبار گذشته اش را از دست داد گویا میرعمادالدین محمود بدون توجه به تحریکات سران هزارجریب بی‌دلیل قصد حمله و آزار به ملک محمود ولاش که حکمران مستقل و محلی آسران بود را نداشت روزی میرعمادالدین حکمران هزارجریب با لباس صوفیان سوار بر استر از کیاسر به سمت آبگرم افتر حرکت می‌کند و جهت استراحت در آسران اتراق می‌کند که با رفتار توهین‌آمیز و بی اعتنایی ملک محمود ولاش که او را درویش ساده‌ای می‌پنداشت مواجه می‌گردد لذا بر اساس ذهنیات منفی او در مورد ملک محمود و رفتار توهین‌آمیز وی از رفتن به آبگرم منصرف شده و با دو هزار نفر سپاه هزارجریب به آسران حمله می‌کند و ملک محمود که به قصد شکار از آسران خارج شده بود غافلگیر شده و شکست سختی خورده و به دلیل نداشتن تاب مقاومت به اصفهان عزیمت می‌کند لذا سلسله ایرانی حکومت محدود آل قارن منقرض گردید و آسران و چاشم و روستاهای توابع که برای مدتی پس از افول پریم که در اثر زلزله‌های متعدد از بین رفته بود دوباره به خاک هزارجریب ضمیمه گشت و غیر از سنگسر و شهمیرزاد که از تخریب مصون ماند عموم آبادی‌های این منطقه دچار زوال گردیدند یا نتوانستند همچون گذشته اعتبار خود را حفظ نمایند با انقراض حکمرانی محدود آل قارن در طبرستان و کوچ ملک محمود ولاش به اصفهان، به دستور میرعمادالدین ۴۰۰ خانوار از مردم چاشم و مجموعاً ۱۲۰۰۰ نفر از جلگه چاشم به خلرد هزارجریب تبعید شدند و برخلاف آنچه در تاریخ آمده دیگر به موطن خود بازگردانده نشدند

## راه‌های تاریخی
در قدیم راه سنگسر، چاشم، پریم و ساری کلید فتح طبرستان و یکی از مهم‌ترین راه‌های مهم منطقه بوده است که قلعه کوزا نیز در این مسیر واقع بوده است راهی دیگر انشعابی از جاده ابریشم بوده است که از سرزمین اشکانیان و مسیر قلعه سلطان میدان عبور کرده و از طریق قلعه آسران در جلگه چاشم و دره جاش لووار به فیروزکوه و ری منتهی می‌شده است و به راه شاهی معروف بوده است راه دیگر نیز از آسران به سمت مازندران می‌رفته است که به سوادکوه منتهی می‌گشته و آثار باستانی آن نیز هنوز وجود دارد اما راه مهم دیگری که به نام راه برشک موسوم است از فیروزکوه شروع شده و پس از عبور از سرلش، شن دره به کلیس و چاشم یا به سمت دوآب منتهی می‌شده است که کلیس در گذشته دروازه عبور به طبرستان بوده است نام دربند یا قلعه کلیس فراوان در کتب تاریخی ذکر شده است در زیر به یک نمونه از آن که مربوط به حمله دورمیش خان شاملو با فوجی از دلاوران خود به سمت مازندران می‌باشد اشاره می‌گردد قلعه کلیس را که از غایت رفعت محسن جلیس بر جیس بودند در ۱۵ ذیحجه سنه ۹۲۳ آن را احاطه نموده و بعد از سه روز جنود عالم سوز جبرا قهراً قلعه را گرفته آنگاه خان شجاعت پناه با خیل و سپاه روانه قلعه اولاد شد.

## نامهای تاریخی منطقه چاشم
نام‌های باستانی مناطق و مزرعه‌های چاشم گواه بر تاریخ دیرینهٔ این آب و خاک دارد از این آبادی‌ها می‌توان به چاشم، مازیاری، اسکندر دم زنون، سولا، کلیس، آسران، اُرِم، کالیاور، لجیمرد، سیرد، تالیا، تالاس، خرند، لاپرت و گنگادر، لا کولا، اومند، اسپرز، ازنابن (به معنای پایین دست آتشکده) … اشاره نمود گورستان‌های تاریخی خرند مربوط به عصر آهن، شهسوار و چاشم و بشم بن و چهار برج چاشم و قلاع آسران، برج دیدبانی قدمگاه، قلعه کوزا همگی مبین اهمیت جلگه چاشم در زمان‌های دور داشته است زکریا قزوینی در آثارالبلاد و اخبارالعباد قلعه کوزا در شمال چاشم را این گونه توصیف می‌کند: «قلعه‌ای است در طبرستان، از عجایب دنیا بسیار بلند و عالی به قله او نرسد و با ستاره سر گوشی کند. چندان منیع و حصین است که فکر متین از ترتیب مقدمات استخلاص او عاجز ماند. هیچ چشم بیننده‌ای چنین جایی و حصنی ندیده و هیچ گوشی چنین قلعه‌ای متین در ربع زمین نشنیده». لازم است ذکر شود رابینو (سفرنامه‌نویس انگلیسی در عصر پهلوی اول) دربارهٔ موقعیت تاریخی کولا گفت: بر سر دربند کولا نزدیک جاده آرم قصری بوده که از قدیم به عائشه کرگیلی دژ شهرت داشته، در آن جا اسپهبد خورشید هنگام هجوم لشکر اسلام به طبرستان زن‌ها و خانواده خود را منزل داد. اندکی بعد فرمانده لشکر خلیفه فراشه بر طبرستان تاخت. اسپهبد ونداد هرمزد در دربند کولا منزوی شد و در گوازونو نزدیکی آن جا دو سد بزرگ ساخت. یکی در بالا و یکی هم در پایین در پای قصر کوزا بالای دهکده تاپور. مردم کولا با اهالی کوه قارن برای سهراب بن باو قصر و حمام گرم و میدانی ساختند. این عمارات بعدها به وسیله اسپهبد شروین توسعه یافت و تا زمان ابن اسفندیار وجود داشت غار اسپهبد خورشید نیز در مسیر جاده چاشم به دوآب سوادکوه قرار گرفته است سولا نیز نامش از لوسیوس کورنلیوس سولا سردار یونانی در سدهٔ پیش از میلاد گرفته شده است که به صددروازه که پایتخت اشکانیان بود آمده بود مدتی در سولا که ناحیه ای خوش آب و هوا بود زیست.

## آسران در کتاب تاریخ تبرستان
در زیر به یک نمونه از اهمیت آسران و چاشم برای اسپهبدان تبرستان که در زمان سلطنت سلطان سنجر سلجوقی رخ داده اشاره می‌گردد:
جاولی پس از آن که دریافت نمی‌تواند از این را بیاید به سمت سمنان رفت،
اسپهبد طبرستان نیز به پریم رفت و حاکم آمل با نیروهای رویان و لاریجان و جلاب به جاولی پیوستند، به ایشان دو هزار نیرو داده و از راه جلاب به آمل برگشتند و گفتند ما نیز به جنگ اسپهبد تبرستان خواهیم رفت، چون خبر به اسپهبد رسید فرامرز بن رستم را که برادر زاده اش بود بخواند و از او خواست از فریم به آمل حمله نماید و ترکان و نیروهای جاولی که برای تجدید قوا به قراکلاته رسیده بودند لشکر اسپهبد به آنان ناگهانی حمله آوردند و قتل‌عام شدند و برخی نیز گریخته به نزد جاولی در سمنان بازگشتند و لشکر اسپهبد غنائم را گرفتند و نزد اسپهبد به فریم بازگشتند اسپهبد به جهت این پیروزی به آنان هدایای گرانبهایی تقدیم کرد چون جاولی وضعیت اسف بار نیروهای خود را دید با یرغش یاداشت همدست شد و همراه او به ویمه (فیروزکوه) آمد و او را به کمک خود گرفت و او را نزد کج ارسلانیان که دربان کلیس بود فرستاد کج ارسلانیان را تطمیع و فریب داد و دروازه کلیس را گشود اصفهبد از پریم با ناِم و میان رودان رفت و کج ارسلانیان به همراه قوای جاولی و یرغش یاداشت
به آسران حمله برده و هر چه بر سر مسیر بود غارت کرده و از بین بردند اصفهبد کجمج بن غازی را به چاشم فرستاد تا از وضعیت با خبر شود، کجمج بن غازی پیکی به اسپهبد در فریم روانه کرد که لشکر دشمن بسیار است نیروهای کمکی پیاده فرستاده تا نیروهای دشمن را از آسران بیرون نماید اسپهبد نیروهای پیاده روانه چاشم و آسران نمود چون لشکر اسپهبد به کرگه ساوه رسیدند کجمج بن غازی دید که لشکریان جاولی بسیار هستند و نمی‌توانند مقاومت کنند درصدد عقب‌نشینی بودند تا تجدید قوا نمایند که لشکریان جاولی رسیدند و لشکریان سپهبد در کرگه ساوه شکست خوردند لذا عقب‌نشینی کردند سپاهیان جاولی لشکر اسپهبد را تا قلعه کوزا تعقیب کردند دشمن که آسران را تصرف کرده بود از قلعه کوزا به آسران بازگشت چون اسپهبد در فریم خبردار شد محمد سبکتکین و چارق و کجمج بن غازی را با نزدیکان خویش و از غلامان پدرغزاغلی و آلتونتاش امیرشکار و آلتونتاش روس و سنقر دهستانی و پنجاه نفر دیگر ازغلامان پدر و از مفردان اسپهبد یرغش و بشه و سنقرچه و متنه دویست و پنجاه غلام ترک بودند به کجمج بن غازی سپرد و او را به سمت آسران فرستاد و در آنجا کمین کرد پس از چند جنگ و گریز لشکریان دشمن شکست خوردند و کشته و اسیر شدند و آسران دوباره تحت تصرف اسپهبد طبرستان درآمد سپاه جاولی در جنگ آسران و چاشم رجه و کرگه ساوه شکست خوردند و به اسارت اسپهبد در فریم درآمدند.

## مردم چاشم
مردم چاشم به گویش ساروی که زیر شاخه‌ای از زبان مازندرانی است تکلم می‌کنند و به خاطر محصور بودن بسیاری از اصطلاحات آن دست نخورده تر و اصیل تر از سایر گویش‌های زبان مازندرانی می‌باشد. فرهنگ و آداب و رسوم قدیمی در این منطقه محفوظ تر مانده است مردم چاشم با مردم شهمیرزاد و مردم جنوب البرز ارتباط دیرینه‌ای دارنداز پوشش دیرینه زنان چاشم نیز می‌توان به روسری‌های بلند طبرستانی که به مکنا شهرت دارد اشاره نمود پیشه مردم این منطقه دامداری و کشاورزی می‌باشد عشایر چاشمی با شیر گوسفندان بیش از ۳۰ محصول لبنی تولید می‌کنند که می‌توان به پنیر، ماست، چکو، آروشه و وارغون اشاره نمود. از قدیمی‌ترین گروه‌های نژادی ساکن در چاشم می‌توان به جعفری، قادری، احمدیان و اکبری اشاره نمود و پس از اسلام طوایف سادات عمادی، موسوی و نبوی و هاشمی نیز بدان افزون شده‌اند. روستای چاشم در طی ۸ سال جنگ ایران و عراق ۲۲ شهید و ۱۵۰ جانباز داشته است.
قادری‌ها:
قادری‌ها یک خاندانی در روستای چاشم هستند که الان به مدت ۸۰ سال به خاطر کوچ جد اشان (علی اکبر قادری) به شهر بابل در استان مازندران مهاجرت کردند و در آنجا زندگی می‌کنند.
علی اکبر قادری به خاطر اینکه بابل یک شهر تاجری بود به آنجا مهاجرت کرد و در آنجا دستفروشی می‌کرد و بعدها در بابل صاحب یک مغازه بزازی (پارچه فروشی) شد.
و همچنین خاندان قادری در شهر بابل زندگی می‌کنند. مسجد قادی محله برای آنهاست.

## مشاهیر
- ضیاءالدین نبوی
- سید ناصر عمادی
- سادات عمادی
- سید رضی موسوی

## نگارخانه

روستای چاشم
نمایی از یک برج قدیمی
روستای چاشم
در صف نانوایی